# Stalkerware
Stalkerware is een vorm van malware of spyware die als doel heeft om personen digitaal te stalken. De term kwam in zwang toen mensen op grote schaal commerciële spyware begonnen te gebruiken om hun partners te bespioneren. De stalkerware kan door stalkers op de smartphone van het slachtoffer worden geïnstalleerd. Daarna kunnen zij bijvoorbeeld de camera van het toestel openen en foto's maken zonder dat het slachtoffer dit doorheeft, of opgeslagen foto's bekijken en downloaden. Stalkerware stelt stalkers zelfs in staat om het berichtenverkeer, zoals sms'jes en WhatsApp-gesprekken, en de locatie van het slachtoffer te volgen.